# پلانک (دهانه)
پلانک یک دهانه برخوردی در ماه‌ است.

## دهانه‌های اقماری
این دهانه ۱۰ دهانه اقماری دارد.
| Planck | عرض جغرافیایی | طول جغرافیایی | قطر          |
| ------ | ------------- | ------------- | ------------ |
| A      | ۵۴.۷° S       | ۱۳۷.۳° E      | ۱۹.۰ کیلومتر |
| C      | ۵۳.۴° S       | ۱۴۱.۳° E      | ۴۳.۰ کیلومتر |
| B      | ۵۶.۰° S       | ۱۳۷.۴° E      | ۴۶.۰ کیلومتر |
| K      | ۶۵.۰° S       | ۱۴۶.۲° E      | ۲۳.۰ کیلومتر |
| J      | ۶۲.۹° S       | ۱۴۵.۳° E      | ۲۶.۰ کیلومتر |
| L      | ۶۶.۹° S       | ۱۴۱.۸° E      | ۲۳.۰ کیلومتر |
| W      | ۵۶.۰° S       | ۱۳۱.۲° E      | ۱۷.۰ کیلومتر |
| Y      | ۵۵.۰° S       | ۱۳۲.۰° E      | ۴۰.۰ کیلومتر |
| X      | ۵۴.۳° S       | ۱۲۹.۵° E      | ۲۵.۰ کیلومتر |
| Z      | ۵۶.۴° S       | ۱۳۵.۲° E      | ۷۲.۰ کیلومتر |